# Dioxacarb
Dioxacarb ist ein synthetisches Insektizid aus der Wirkstoffgruppe der Carbamate. Es wurde 1968 von der Firma Ciba auf den Markt gebracht.

## Darstellung
Salicylaldehyd wird mit Ethylenglycol zur Reaktion gebracht. Das dabei entstehende 2-(1,3-Dioxolan-2-yl)phenol wird mit Methylisocyanat zum Dioxacarb umgesetzt.

## Eigenschaften
Dioxacarb ist ein weißer, kristalliner Feststoff. Es ist in Wasser schwer löslich und zersetzt sich beim Erhitzen. Außerdem baut es sich sowohl im sauren als auch alkalischen Milieu schnell ab. Mit einer Halbwertszeit von zwei Tagen ist es im Boden nicht persistent.

## Verwendung und Wirkungsweise
Dioxacarb kann bei der Bekämpfung eines großen Spektrums an Insekten eingesetzt werden. So wirkt es gegen Zikaden im Reisanbau, sowie gegen Blattläuse, verschiedene Käfer und Kakerlaken im Haushalt. Es kann weiterhin besonders gut gegen Kartoffelkäfer und den Luzernekäfer eingesetzt werden. Weniger gut wirksam ist es gegen Lepidoptera und Diptera. Außerdem hat es keine akarizide Wirkung.
Dioxacarb wirkt als Kontakt- und Fraßgift und macht Insekten schon kurz nach dem Kontakt bewegungsunfähig (Knock-Down-Effekt). Die Wirkungsweise beruht wie bei allen Carbamat-Insektiziden auf der Hemmung des Enzyms Acetylcholin-Esterase in den Synapsen des Nervensystems. Diese bewirkt, dass die Reizweiterleitung der Nerven nicht mehr funktioniert, was Lähmung bis hin zum Atemstillstand und zuletzt den Tod zur Folge haben kann.

## Zulassung
Pflanzenschutzmittel, die Dioxacarb enthalten, sind sowohl in der Europäischen Union als auch in der Schweiz nicht zugelassen. In der EU beträgt die Rückstandshöchstmenge in allen Lebensmitteln 0,01 mg/kg.